# René Lunden
René Henri Théophile Florent Marie Joseph de Lunden (ur. 2 czerwca 1902 w Brukseli, zm. 3 kwietnia 1942 w Chichesterze) – belgijski bobsleista, złoty medalista mistrzostw świata.

## Kariera
Największy sukces osiągnął w 1939 roku, kiedy w parze z Jeanem Coopsem zdobył złoty medal w dwójkach podczas mistrzostw świata w Sankt Moritz. Był to jednak jego jedyny medal wywalczony na międzynarodowej imprezie tej rangi. W 1936 roku wystartował na igrzyskach olimpijskich w Garmisch-Partenkirchen, zajmując ósme miejsce w dwójkach i czwórkach.
W 1925 roku został powołany do wojska belgijskiego, służąc najpierw w kawalerii, a następnie w Belgijskich Siłach Powietrznych. Po zajęciu Belgii przez Niemców jego oddział wycofał się przez Francję do Wielkiej Brytanii, gdzie Lunden wstąpił do Royal Air Force, zostając nawigatorem. W brytyjskim lotnictwie dosłużył się stopnia Pilot Officer (podporucznika). W 1942 roku, wracając z misji nad Francją, jego samolot rozbił się na lotnisku. Załoga została przewieziona do szpitala w Chichester, jednak Lunden wkrótce po tym zmarł.